# Прелесє (Гореня вас-Поляне)
Прелесє (словен. Prelesje) — поселення в общині Гореня Вас-Поляне, Горенський регіон, Словенія. Висота над рівнем моря: 650,5 м.